# Léonard Lissandre
Léonard Lissandre, né le 15 février 1865 à L'Église-aux-Bois en Corrèze et mort le 6 février 1953 à Bugeat, est un sculpteur sur bois et un artisan forgeron français.

## Biographie

### Étapes de la vie du forgeron et du sculpteur
Léonard Lissandre est né dans une famille de paysans pauvres de Haute-Corrèze. Il est placé comme domestique dans une ferme en 1874, et embauché comme manœuvre en 1880 pour construire la voie ferrée Ussel-Limoges. Vers 1882, il devient apprenti forgeron chez un maréchal-ferrant d'Eymoutiers. Il apprend à lire et à écrire seul, à l’âge adulte, en essayant de déchiffrer le journal. Il épouse la fille d’un forgeron en 1887, et s'établit à La Villeneuve, près de Nedde, en Haute-Vienne, reprenant la forge de son beau-père. Il s'installe définitivement à Bugeat dans les années 1890. Il a alors à Bugeat une petite forge où il fabrique des outils pour les cultivateurs, ferre les bêtes, et vend des machines agricoles.
Dans son activité de mécanicien, qui dérive de son métier de forgeron, Léonard Lissandre est un artisan entreprenant ; les machines agricoles font leur apparition dans les campagnes, au lendemain de la Guerre 1914-1918, et Léonard Lissandre acquiert du savoir-faire concernant cet outillage ; on voit l’artisan de Bugeat présent dans la section « Machines Agricoles » lors de l’exposition de la "Semaine du Limousin" qui se tient à Limoges, au Champ de Juillet, en mai 1927 : « Liste des exposants - Machines agricoles - Lissandre, à Bugeat ; Groupe X ; Stand 430 ; Lissandre (Léonard), à Bugeat : D. M. O. (Diplôme médaille d'or) ».
Une des sources de connaissance de l’œuvre de Léonard Lissandre réside dans l’intérêt qu’ont rencontré les sculptures du forgeron sculpteur auprès des amateurs du pays de Bugeat, de même que les peintures d’un artiste de Bugeat, Léonard Borzeix, élève de Charles Bichet, ont intéressé les Bugeacois férus de peinture (deux artistes, Borzeix et Bichet, qui appartiennent à la même génération que Lissandre : Bichet est né en 1863), de la même façon, plusieurs familles de Bugeat détiennent des sculptures en bois de Léonard Lissandre, des œuvres qu’elles conservent avec soin.
Une autre des sources de connaissance de l’activité artistique de Léonard Lissandre se situe dans les souvenirs qu’ont publiés des habitants de Bugeat, qui ont côtoyé le forgeron-sculpteur, comme Marcel Peyraud, qui a fait paraître un opuscule de souvenirs Bugeat au XXe siècle. Première partie. 1901-1940. Dans cette brochure, on peut découvrir le cadre dans lequel œuvrait Léonard Lissandre. Est décrite la pharmacie, qui était installée au bas de la place de l’Église, à Bugeat. Près de la pharmacie, se trouvait un commerce de cycles, une boutique qui faisaient rêver, avec ces engins à deux roues, les enfants pour lesquels les vélos étaient, à cette époque, des machines étranges. Le propriétaire-forgeron de ce commerce, Léonard Lissandre, était, à l’époque que fait revivre ce témoin, déjà âgé ; il ne s’activait plus dans son atelier de forgeron et il ne s’occupait plus lui-même de la vente et de la réparation des bicyclettes. Il réalisait des petits personnages en bois d’une grande finesse, des sculptures représentant des paysans plus vrais que nature. Il connaissait, avec ces œuvres, un réel succès.

### Repères biographiques: des lieux et des dates
Quelques repères jalonnant la biographie de Léonard Lissandre sont donnés par les informations consignées dans divers registres liés à l’état civil : acte de mariage des registres de l’état civil ; listes nominatives de recensement de population ; registres matricules du recrutement militaire ; ces documents livrent des instantanés de la vie de Léonard Lissandre.
En 1885, lors de la visite devant les autorités militaires, qui est consignée dans les registres du recrutement militaire, Léonard Lissandre apparaît devant les autorités militaires avec une chevelure et des yeux noirs, un nez large, un visage ovale, et une taille de 1 mètre 62 ; sont consignés dans ce registre deux lieux de résidence : Rempnat, en 1888, puis Bugeat, en 1894.
En 1906, à Bugeat, marié avec Élisabeth Marvier depuis 1887, Léonard Lissandre est identifié par l’agent recenseur, qui effectue un recensement de la population, comme habitant dans le bourg, dans le quartier du centre, et comme étant « Forgeron » et « Patron » ; il vit avec Élisabeth, son épouse, qui apparaît comme étant « épicière », avec ses cinq enfants : Michel, né en 1887, Marthe, née en 1891, Joseph, né en 1894, Alphonsine, née en 1898, Marcel, né en 1900.
En 1926, à Bugeat, remarié en 1919 avec Marie-Louise Barny (sa première épouse, Élisabeth, est morte en 1917), Léonard Lissandre apparaît à l’agent recenseur comme résidant dans le quartier du centre, dans le bourg, et comme étant « Forgeron » ; il vit avec Marie-Louise, son épouse, qui apparaît comme étant « blanchisseuse » ; ses cinq enfants, dont le plus jeune est alors âgé de 26 ans, ne vivent plus au domicile de leur père.

### Descendance de Léonard Lissandre
Le sculpteur corrézien était le grand-père de l’épouse de l’auteur des Semailles et des Moissons, Henri Troyat ; l’action de ce roman se déroule à Bugeat, un bourg de campagne dénommé pour la circonstance La Chapelle-au-Bois.

## Principales expositions

### Expositions en Limousin
- 1934 : Foire-exposition de Brive (à laquelle il participe sur le conseil du peintre Raphaël Gaspéri), Léonard Lissandre obtient le grand prix.

Le journaliste Jean Chicou, qui collabore au journal l’«Auvergnat de Paris», rapporte sa rencontre, à Brive, en août 1934, à l’occasion de la Foire-Exposition, avec Léonard Lissandre, et, dans un article publié dans l’«Auvergnat de Paris» du 8 septembre 1934, il porte le jugement suivant sur les œuvres du sculpteur de Bugeat , qu’il dénomme « Léonard Lissandre « imagier » corrézien » : « Ses sujets régionaux, bergers, glaneuses, cabrettaïres, sont dans la plus pure tradition médiévale. Ils en perpétuent le charme simple, les mêmes déformations naïves et charmantes. Les expressions surtout sont remarquables de vérité. ».
- 2005 : exposition à Bugeat.
- 2008 : exposition au musée Labenche de Brive.

### Exposition universelle de 1937
À l'Exposition universelle de 1937 à Paris, au pavillon Limousin-Périgord, Léonard Lissandre expose deux statuettes en bois et obtient un diplôme d’honneur. La présentation du travail de Léonard Lissandre dans le cadre de cette exposition répond aux objectifs de cette manifestation : « [seront présentées] les œuvres originales des artistes et des industriels. On s’efforcera de montrer que les réalisations artistiques peuvent intervenir dans les plus modestes domaines […] »,.

## Œuvres dans les collections publiques
Les œuvres de Léonard Lisandre dont l’existence est connue, et qui sont localisées et répertoriées, sont référencées dans le tableau suivant :
| Sujet représenté                  | Titre         | Type de sculpture | Hauteur | Largeur | Lieu de conservation  | Numéro d'inventaire | Distinctions                                          |
| --------------------------------- | ------------- | ----------------- | ------- | ------- | --------------------- | ------------------- | ----------------------------------------------------- |
| Cantou limousin                   | Lo cantounado | haut-relief       | 33 cm   | 25 cm   | Brive, musée Labenche | n° 50115 4          |                                                       |
| Femme blanchissant des châtaignes |               | statuette         | 32 cm   |         | Brive, musée Labenche | n° 50115 9          |                                                       |
| Laboureur au repos                |               | bas-relief        | 39 cm   | 27 cm   | Brive, musée Labenche | n° 50115 12         |                                                       |
| Moissonneur                       |               | bas-relief        | 32 cm   | 25 cm   | Brive, musée Labenche | n° 50115 13         |                                                       |
| Raphaël Gaspéri                   |               | bas-relief        | 23 cm   | 16 cm   | Brive, musée Labenche | n° 50115 3          | Grand prix de la 4e foire-exposition de Brive en 1934 |
| Raphaël Gaspéri                   |               | statuette         | 48 cm   |         | Brive, musée Labenche | n° 50115 6          | Grand prix de la 4e foire-exposition de Brive en 1934 |
| Raphaël Gaspéri                   |               | buste             | 24 cm   |         | Brive, musée Labenche | n° 50115 7          |                                                       |

### Sa pratique artistique
La journaliste (également critique littéraire, spécialiste de George Sand) Aline Alquier fait un reportage pour le quotidien « L'Écho du Centre », en avril 1949, et elle rencontre, pour ce reportage, Léonard Lissandre, alors âgé de 85 ans. Elle découvre la petite pièce où le sculpteur, qui a été encouragé à poursuivre dans son travail par des artistes comme le sculpteur animalier Thomas Cartier (1879-1943), crée ses œuvres. Dans le bois de noyer, Léonard Lissandre donne vie à des personnages qui sont proches de lui dans la vie qu’il mène, en Corrèze, ou qui sont liés à ses croyances et à son imaginaire : bergers, laboureurs, fileuses, Vierges, etc.
L’artiste livre quelques réflexions sur la vision qu’il avait de la sculpture, avant qu’il ne commence, tard dans sa vie, à travailler le bois : « [jusqu’à 70 ans] je n’avais jamais travaillé le bois […], je n’ai jamais appris à dessiner ! J’aimais les caricatures, mais je n’avais ni le temps ni l’envie de tenir un ciseau. »
Léonard Lissandre confie également à la journaliste le regard qu’il porte sur les personnages qu’il crée, comme ce paysan : « Regardez l’épaisseur des membres, la rudesse du geste, la courbe des épaules : ce paysan est las, c’est un Corrézien, il est adapté au paysage, aux toits d’ardoises tristes, à la terre pauvre, il s’est durci, ses traits se sont creusés. ».
L’œuvre que laisse le sculpteur, à sa mort, est tout à fait considérable. Ainsi que l'écrit Suzanne Lachaud, dans l'ouvrage qu'elle a consacré à la vie et à l'oeuvre de Léonard Lissandre, dont elle est l'arrière-petite-fille, on peut estimer que le sculpteur sur bois a réalisé, dans les années 1930 et 1940, près de 200 sculptures. Suzanne Lachaud a pu identifier plus de 100 de ces sculptures, établissant ainsi le premier catalogue des œuvres de l'artiste bugeacois.

## Réception critique
L'œuvre de Léonard Lissandre est ainsi liée à une pratique artistique qui est, comme le souligne l'ethnologue Maurice Robert, celle « des artistes inspirés par les choses de la terre, comme Suzanne Brizard, de Tulle […], Léonard Lissandre (1865-1953) […], Léonce Dumoulin, Robert Pradel, Martial Thabard. ».
Dans un article publié en septembre 1940 dans La Corrèze Républicaine et Socialiste, hebdomadaire fondé à Brive en 1918 par le journaliste Henri Fabre, on trouve le jugement suivant de Louis de Nussac, né en 1869, fondateur de la revue Lemouzi, journaliste, critique, historien, sur le sculpteur de Bugeat qu’il tient pour un « très remarquable sculpteur imagier sur bois, à la façon des antiques huchiers, au point de séduire les connaisseurs d’aujourd’hui par ses rares qualités de justes observations comme de réalisations à la fois naïves et artistiques. ».
En 1955, deux ans après le décès du sculpteur, parait dans une revue publiée à Tulle, un article de Daniel Provence, « Léonard Lissandre, artiste corrézien » ; ce texte décrit, dans l'état où elle se trouvait vers 1945, la petite pièce de la maison de Bugeat
où l'artiste octogénaire travaillait le bois ; l'univers artistique du forgeron est celui du monde rural qui l'entoure, et qu'il fait revivre dans ses « personnages lilliputiens, prêtres et pasteurs, paysans et paysannes, joueurs de "vielle" et violoneux qui se mêlent en un fraternel coude à coude » ; ce monde rural, au tournant des années 1950, va entamer une transformation radicale, et les sculptures sur bois de Lissandre conservent le souvenir de ce monde disparu.

### La forge de Léonard Lissandre: un lieu de parole
La forge, le lieu de travail de Léonard Lissandre, c’est l’endroit où le forgeron a été à l’écoute des acteurs de la vie locale, les habitants du bourge de Bugeat, et des campagnes ; c’est là qu’il a reçu des informations et fait des observations qui ont nourri son œuvre sculptée. Dans les périodes de mauvais temps, les hommes sont disponibles pour la réparation du matériel agricole, pour l’entretien des objets en fer ; c’est le moment où ils font de longs séjours à la forge, qui est l’équivalent du lavoir pour les femmes, un lieu d’échanges sociaux ; à l’instar du lavoir, de l’auberge, du moulin, la boutique du forgeron de campagne est un endroit privilégié où les nouvelles sont échangées, où les évènements sont commentés, où les potins circulent. Dans sa forge, le forgeron, maître du feu, répare les outils, ou décore les objets en fer en s’inspirant de tel ou tel dessin de son invention ; il n’est pas recommandé aux personnes du sexe opposé de s’aventurer dans la forge ; elles risqueraient forces quolibets et apostrophes salaces.

## L’œuvre de Lissandre dans l’histoire de la sculpture sur bois

### Une ancienne tradition de sculpture sur bois en Corrèze
L’œuvre de Léonard Lissandre s’inscrit dans une tradition de sculpture sur bois, qui, en Limousin, est vieille de plus de trois siècles. Dans le Bas-Limousin, quasi méridional, qui correspond sensiblement à l'actuelle Corrèze, sculpteurs et imagiers sur bois des XVIIe et XVIIIe siècles ont contribué à l'âge d'or de l’art de la Renaissance catholique. De 1670 à 1730, des « maîtres-sculpteurs » ou plutôt des « huchiers imagiers » ont exécuté de nombreuses pièces sculptées, comme des retables, ou des tabernacles, en utilisant le noyer, le chêne, le châtaignier. On peut voir ainsi, dans une petite ville, au sud de Bugeat, Naves, un retable exécuté par des artistes de Tulle, les deux frères Duhamel, avec de remarquables statues ; ces œuvres sont une source d’inspiration pour des « sculpteurs artisans » comme Léonard Lissandre.
Il existe des témoignages concernant des personnes ayant pratiqué cet art populaire de la sculpture sur bois en Corrèze ; a été ainsi conservé le souvenir des travaux de sculpture sur bois d'un habitant de Gourdon-Murat, en Corrèze, Louis Larivière. Louis Larivière est né, en 1903, dans la commune de Gourdon-Murat, dans un lieu-dit appelé Le Bec, un hameau qui prolonge le bourg de Gourdon. Louis Larivière a épousé Marie Bourdarias, et il exercé divers métiers (domestique, scieur de long, boiseur…) ; il a également pratiqué le cyclisme ; Louis Larivière, corpulent, a été connu, à Gourdon, comme « le gros Louis ». Il a été longtemps chef d’équipe dans une grande entreprise de travaux publics de la région parisienne ; il s’est plu à meubler ses loisirs de retraité en sculptant des vachettes et divers attelages anciens ; il faisait bien volontiers don autour de lui de ces statuettes et figurines en bois.

### Les sculptures de Lissandre et l’art populaire
L’art populaire, à côté de celui de la sculpture religieuse académique, a eu une influence sur l’activité de sculpteur de Léonard Lissandre. L’étude de la sculpture sur bois, considérée dans ses créations d’origine populaire, concernant le Limousin, présente une double difficulté : les œuvres en bois sont facilement périssables, d’une part, et, d’autre part, l’intérêt pour cet art n’est pas aussi grand, auprès des amateurs d’art qui contribuent à la conservation des œuvres, que pour d’autres créations artistiques. De ce fait, les œuvres qui peuvent être étudiées ne sont pas très nombreuses. Des œuvres d’art populaire, dans le domaine de la sculpture sur bois, sont néanmoins, pour le Limousin, venues jusqu’à nous : jouets pour enfants ; objets de la vie courante ; statues d’église. L’œuvre de Léonard Lissandre s’inscrit dans le cadre d’un nouveau regard porté, depuis une période récente, sur l’art populaire ; plutôt qu’un art de perpétuation de traditions, et de créations anonymes, apparaissent, avec Lissandre, des créations innovantes, inventives, et des œuvres personnalisées.

### Aspects de l’art populaire: objets en bois sculpté; «Art brut»
L’œuvre sculptée de Léonard Lissandre propose une version savante de l’art populaire, et elle se démarque de deux autres aspects sous lesquels apparaît cet art. L’un de ces aspects de l’art populaire est celui qui se manifeste dans les objets de la vie domestique en bois sculpté. Pour s’en tenir à un département poche de la Corrèze, le Puy-de-Dôme, on voit des motifs et des figures, d’une grande richesse d’invention, sculptés dans le bois de nombreux objets de la vie quotidienne, confectionnés au XIXe siècle : coffrets, passettes à rubans, quenouilles, porte-lampe. Un autre de ces aspects de l’art populaire est celui qui relève de la liberté totale avec laquelle un artiste autodidacte, tel Xavier Parguey (1876-1948) exprime, dans des outils en bois, ses rêves et ses fantasmes. Un tel artiste, qui relève de ce que Jean Dubuffet a appelé l’Art brut, a produit une œuvre où, à travers une expression artistique spontanée, il mêle univers quotidien et fantasmes dans des outils comme un maillet en bois de hêtre, ou un plantoir à choux en bois d’acacia. Ce qui rapproche Léonard Lissandre des sculpteurs anonymes ou des créateurs de l’Art brut, c’est l’attachement à une très grande liberté dans la pratique artistique[réf. nécessaire].

### La tradition des jouets de bois
Léonard Lissandre s’est adonné à la sculpture de jouets en bois destinés à des membres de son cercle familial, comme des poupées réalisées pour ses petites-filles. Cette pratique est à rattacher à la tradition de fabrication de jouets en bois. En France, au XIXe siècle, la « bimbeloterie », fabrication et commerce de petits objets décoratifs, a du succès ; cette activité concerne toutes sortes d’articles, comme des poupées, des chevaux de bois, des bergeries, des petits meubles en bois. Ces objets sont produits par des artisans indépendants, ou bien dans des ateliers dont certains sont organisés de manière industrielle. Dans le département voisin de la Corrèze, le Puy-de-Dôme, se mettent en place, dans la région de La Bourboule, dans les années 1910-1920, six centres de fabrication de jouets. On fournit à des familles paysannes les patrons des silhouettes d’animaux qui sont à découper à la scie, ainsi que l’outillage pour sculpter ces animaux de bois. Ces jouets, dont chacun est comme une œuvre unique, sont sculptés en gardant les troupeaux ou bien au coin du feu.Une entreprise, Jouet d’Auvergne, dirigée par Madame Oster, s’occupe de toutes les activités de ces sculpteurs de jouets de bois.